# Сен-Никола-дю-Пелем
Сен-Никола́-дю-Пеле́м (фр. Saint-Nicolas-du-Pélem, брет. Sant-Nikolaz-ar-Pelem) — коммуна во Франции, находится в регионе Бретань. Департамент — Кот-д’Армор. Входит в состав кантона Ростренен. Округ коммуны — Генган.
Код INSEE коммуны — 22321.

## География
Коммуна расположена приблизительно в 410 км к западу от Парижа, в 115 км западнее Ренна, в 37 км к юго-западу от Сен-Бриё.
Вдоль юго-западной границы коммуны протекает река Блаве.

## Население
Население коммуны на 2016 год составляло 1 667 человек.
| 1962 | 1968 | 1975 | 1982 | 1990 | 1999 | 2010 | 2016 |
| ---- | ---- | ---- | ---- | ---- | ---- | ---- | ---- |
| 2191 | 2102 | 2106 | 2023 | 1922 | 1843 | 1723 | 1667 |

## Администрация
| Период | Период | Фамилия                | Партия                              | Примечания                                   |
| ------ | ------ | ---------------------- | ----------------------------------- | -------------------------------------------- |
| 1945   | 1983   | Огюст Ле Коан          | Французская коммунистическая партия | член генерального совета кантона (1949—1985) |
| 1983   | 1989   | Жак Вели               | Французская коммунистическая партия |                                              |
| 1989   | 1993   | Луи Ле Морзедек        | Социалистическая партия             |                                              |
| 1993   | 1995   | Мари-Анник Ле Форестье | Разные правые                       |                                              |
| 1995   | 1998   | Леа Никола             | Французская коммунистическая партия | член генерального совета кантона (1992—2004) |
| 1998   | 2008   | Мишель Коннан          | Французская коммунистическая партия | член генерального совета кантона (с 2004)    |
| 2008   | 2014   | Мишель Ле Бар          | Социалистическая партия             |                                              |
| 2014   |        | Даниэль Ле Каэр        | Разные левые                        | пенсионер                                    |

## Экономика
В 2007 году среди 986 человек в трудоспособном возрасте (15—64 лет) 705 были экономически активными, 281 — неактивными (показатель активности — 71,5 %, в 1999 году было 71,4 %). Из 705 активных работали 645 человек (347 мужчин и 298 женщин), безработных было 60 (31 мужчина и 29 женщин). Среди 281 неактивных 69 человек были учениками или студентами, 128 — пенсионерами, 84 были неактивными по другим причинам.

## Достопримечательности
- Церковь Св. Николая (XVI век). Исторический памятник с 1926 года[3]
- Церковь Св. Петра, бывшая часовня Св. Николая (1474—1575)
- Часовня Св. Элигия (XV век). Исторический памятник с 1909 года[4]
- Водяная мельница Кермарк на реке Сюлон (XVII век). Исторический памятник с 1987 года[5]
- Фонтан Св. Николая в 30 м ниже церкви Св. Петра (XVII век). Исторический памятник с 1926 года[6]
- Монументальный крест (XVI век). Исторический памятник с 1964 года[7]
- Замок Пелем (1622 год)

## Фотогалерея
- Сен-Никола-дю-Пелем
- Площадь Крекер
- Церковь Св. Петра
- Часовня Св. Элигия
- Фонтан Св. Николая
- Монументальный крест